# Basilianer vom hl. Johannes dem Täufer

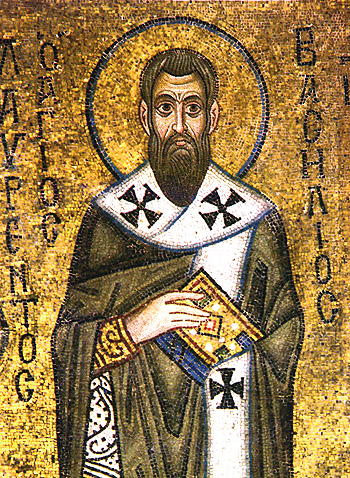
Basilius der Große

Die Basilianer vom hl. Johannes dem Täufer (lateinisch Ordo Basilianus S. Iohannis Baptistae, Soaritarum Melkitarum, Ordenskürzel: BC), auch als Choueriten bekannt, sind eine Ordensgemeinschaft der Basilianer in der Melkitischen Griechisch-Katholischen Kirche. Das Institut des geweihten Lebens pflegt den byzantinischen Ritus und hat sein Stammhaus im Libanon.

## Geschichte
Einige wenige Basilianer von Aleppo verließen 1696 das Kloster Balamand und ließen sich 1710 in Dhour El Choueir nieder. Sie wollten in Abgeschiedenheit und Ruhe nach den Regeln des Basilius leben. 1733 wurde im Kloster zum heiligen Johannes dem Täufer das erste in arabischen Lettern gedruckte Schriftstück hergestellt.
Die päpstliche Anerkennung der Ordensregeln erfolgte 1757 durch Papst Benedikt XIV. (1740–1758), im Jahr 1772 wurde die Ordensgemeinschaft vom Heiligen Stuhl anerkannt. Das Ausbreitungsgebiet der Basilianer von Choueir, wie sie auch genannt wurden, konzentrierte sich auf Aleppo, Homs, Nord-Libanon und das frühere Galiläa. Der Versuch einer Zusammenführung der Basilianer vom Heiligsten Erlöser mit den Basilianern vom hl. Johannes dem Täufer im 18. Jahrhundert gelang nicht. 1880 gründete die Ordensgemeinschaft ihr eigenes Priesterseminar.
Der amtierende Generalsuperior Archimandrit Elie Maalouf BC leitet 37 Priester und 46 Mönche, die sich auf 8 Gemeinden verteilen (Stand: 2020). Das Generalat hat seinen Sitz in Khonchara bei Bikfaya im Libanon. Der Orden stellt aktuell die Erzbischöfe Abdo Arbach BC (Homs) und Eduard Daher BC (Tripoli).